# 墨西哥阿茲魚
墨西哥阿茲魚（學名：Aztecula sallaei）為輻鰭魚綱鯉形目雅羅魚科阿茲魚屬的其中一種，分布於中美洲墨西哥萊爾馬河流域，棲息在河川底中層水域，生活習性不明，為該區常見的魚類。

## 扩展阅读
維基物種上的相關：墨西哥阿茲魚